# Leo O’Reilly
Philip Leo O’Reilly (ur. 10 kwietnia 1944 w Kilsherdany) – irlandzki duchowny rzymskokatolicki, w latach 1998-2018 biskup Kilmore.